# Liste der grönländischen Fischerei- und Jagdminister
Die Liste der grönländischen Fischerei- und Jagdminister listet alle grönländischen Fischerei- und Jagdminister.
Beide Ressorts werden in Personalunion verwaltet, auch wenn erst 1992 erstmals der Titel Jagdminister vergeben wurde.
| Antritt            | Abgang             | Minister                | Leben     | Partei            | Regierung                     | evtl. übergeordnetes Ministerium |
| ------------------ | ------------------ | ----------------------- | --------- | ----------------- | ----------------------------- | -------------------------------- |
| 7. Mai 1979        | 10. Februar 1986   | Lars-Emil Johansen      | * 1946    | Siumut            | Motzfeldt I, II, III          |                                  |
| 10. Februar 1986   | 7. Juni 1988       | Moses Olsen             | 1938–2008 | Siumut            | Motzfeldt III, IV             |                                  |
| 7. Juni 1988       | 19. Mai 1992       | Kaj Egede               | 1951–2013 | Siumut            | Motzfeldt V, Johansen I       |                                  |
| 19. Mai 1992       | 4. April 1995      | Hans Iversen            | * 1940    | Siumut            | Johansen I                    |                                  |
| 4. April 1995      | 21. Februar 1999   | Paaviaaraq Heilmann     | * 1958    | Inuit Ataqatigiit | Johansen II, Motzfeldt VI     |                                  |
| 21. Februar 1999   | 24. September 2001 | Simon Olsen             | 1938–2013 | Siumut            | Motzfeldt VII                 | Erwerb                           |
| 24. September 2001 | 14. Dezember 2002  | Hans Enoksen            | * 1956    | Siumut            | Motzfeldt VII, VIII           |                                  |
| 14. Dezember 2002  | 9. November 2004   | Simon Olsen             | 1938–2013 | Siumut            | Enoksen I, II, III            |                                  |
| 9. November 2004   | 23. August 2005    | Rasmus Frederiksen      | * 1971    | Siumut            | Enoksen III                   |                                  |
| 23. August 2005    | 1. Dezember 2005   | Hans Enoksen (interim)  | * 1956    | Siumut            | Enoksen III                   |                                  |
| 1. Dezember 2005   | 12. Juni 2009      | Finn Karlsen            | * 1952    | Atassut           | Enoksen IV, V                 |                                  |
| 12. Juni 2009      | 5. April 2013      | Ane Hansen              | * 1961    | Inuit Ataqatigiit | Kleist                        |                                  |
| 5. April 2013      | 6. Januar 2014     | Karl Lyberth            | * 1959    | Siumut            | Hammond I, II                 |                                  |
| 6. Januar 2014     | 27. Januar 2014    | Aleqa Hammond (interim) | * 1965    | Siumut            | Hammond II                    |                                  |
| 27. Januar 2014    | 12. Dezember 2014  | Finn Karlsen            | * 1952    | Siumut            | Hammond II, Kielsen (interim) |                                  |
| 12. Dezember 2014  | 23. Mai 2016       | Karl-Kristian Kruse     | * 1974    | Siumut            | Kielsen I                     |                                  |
| 23. Mai 2016       | 27. Oktober 2016   | Nikolaj Jeremiassen     | * 1961    | Siumut            | Kielsen I                     |                                  |
| 27. Oktober 2016   | 24. April 2017     | Hans Enoksen            | * 1956    | Partii Naleraq    | Kielsen II                    |                                  |
| 24. April 2017     | 15. Mai 2018       | Karl-Kristian Kruse     | * 1974    | Siumut            | Kielsen II                    |                                  |
| 15. Mai 2018       | 5. Oktober 2018    | Erik Jensen             | * 1975    | Siumut            | Kielsen III                   |                                  |
| 5. Oktober 2018    | 9. April 2019      | Nikolaj Jeremiassen     | * 1961    | Siumut            | Kielsen IV                    |                                  |
| 9. April 2019      | 10. April 2019     | Erik Jensen (interim)   | * 1975    | Siumut            | Kielsen V                     |                                  |
| 10. April 2019     | 23. April 2021     | Jens Immanuelsen        | * 1960    | Siumut            | Kielsen V, VI                 |                                  |
| 23. April 2021     | 5. April 2022      | Aqqaluaq B. Egede       | * 1981    | Inuit Ataqatigiit | Egede I                       |                                  |
| 5. April 2022      | 22. September 2023 | Karl Tobiassen          | * 1964    | Siumut            | Egede II                      |                                  |
| 22. September 2023 | 25. September 2023 | Múte B. Egede (interim) | * 1987    | Inuit Ataqatigiit | Egede II                      |                                  |
| 25. September 2023 | amtierend          | Kim Kielsen             | * 1966    | Siumut            | Egede II                      |                                  |